# Октябрське (Майський район)
Октябрське (рос. Октябрьское) — село у Майському районі Кабардино-Балкарії Російської Федерації.
Орган місцевого самоврядування — сільське поселення Октябрьске. Населення становить 988 осіб.

## Історія
Згідно із законом від 27 лютого 2005 року органом місцевого самоврядування є сільське поселення Октябрьске.

## Населення
| 1970  | 1989  | 2002  | 2010 | 2012  | 2013  | 2014  |
| ----- | ----- | ----- | ---- | ----- | ----- | ----- |
| 1021  | ↗1104 | ↘1092 | ↘988 | ↗1005 | ↘1004 | ↗1015 |
| 2015  | 2016  | 2017  | 2018 | 2019  | 2020  |       |
| ↘1006 | ↘989  | ↘988  | ↘974 | ↘953  | ↗960  |       |